# Esperanza
《Esperanza》為日本女歌手西野加奈於2011年5月18日發行的14th單曲。

## 解說
- 與前作《Distance》相隔約3個月。
- 2011年第二張單曲。封面風格與收錄本單曲的專輯Thank you, Love相同。

## 發行版本
- CD ONLY（初回限定盤）
- CD ONLY

## 曲目
1. Esperanza
作詞：西野加奈、 作曲：DJ Mass、Toshihiro Takita、Hiroshi Yoshida、編曲：VIVID Neon*、Toshihiro Takita
2. Thinking of you
作詞：西野加奈、作曲：WolfJunk、mayula、編曲：WolfJunk
3. ONLY ONE
作詞：西野加奈、DJ Mass、hiro:n、作曲：DJ Mass、Toshihiro Takita、hiro:n、編曲：VIVID Neon N*、Toshihiro Takita